# Rebecca St. James
Rebecca Jean Fink, född Rebecca Jean Smallbone 26 juli 1977 i Sydney i Australien, känd under artistnamnet Rebecca Jean eller Rebecca St. James, är en amerikansk kristen sångerska, flerfaldig Dove Award- och Grammy Award-vinnare, låtskriverska, musiker och skådespelerska.

## Biografi
Rebecca St. James är dotter till David och Helen Smallbone 
Hennes musikaliska karriär började 1990 när hon öppnade framträdanden för den kristna artisten Carman under hans australienska turnéer. År 1991 släppte hon som 13-åring sitt första album Refresh My Heart under artistnamnet "Rebecca Jean". Senare samma år flyttade hon till USA och fick skivkontrakt med ForeFront Records som hennes nuvarande artistnamn. 1994 släppte hon sitt första album under namnet "Rebecca St. James"
Hon har även skrivit ett flertal böcker och medverkat i ett antal kristna filmer, däribland Unidentified (2006) och Sarah's Choice (2009) och hennes musik har förekommit i alla tre Left Behind-filmerna
Hon gifte sig den 23 april 2011 med Jacob Fink.

## Diskografi (urval)
Studioalbum
- 1991 – Refresh My Heart
- 1994 – Rebecca St. James
- 1996 – God
- 1997 – Christmas
- 1998 – Pray
- 2000 – Transform
- 2002 – Worship God
- 2005 – If I Had One Chance to Tell You Something
- 2011 – I Will Praise You

Livealbum
- 2004 – Live Worship: Blessed Be Your Name
- 2007 – aLIVE in Florida

Samlingsalbum
- 2003 – Wait For Me: The Best From Rebecca St. James
- 2004 – The Best of Rebecca St. James
- 2004 – 8 Great Hits
- 2006 – The Early Years
- 2008 – The Ultimate Collection
- 2008 – Greatest Hits
- 2011 – Back 2 Back Hits: Worship God/If I Had One Chance to Tell You Something
- 2014 – Icon

## Utmärkelser
- 2000 – Grammy Award för Bästa Kristna Rockalbum – Pray
- 2002 – GMA Dove Award för Special Event Album of the Year – Prayer of Jabez
- 2004 – GMA Dove Award for Special Event Album of the Year – !Hero
- 2006 – GMA Dove Award for Special Event Album of the Year – Music Inspired by The Chronicles of Narnia: The Lion, the Witch and the Wardrobe

## Filmografi (urval)
| År   | Titel                  | Roll                             |
| ---- | ---------------------- | -------------------------------- |
| 2000 | Left Behind: The Movie | Camera Coordinator for GNN       |
| 2004 | An Easter Carol        | Hope, the Music Box Angel (röst) |
| 2004 | !Hero                  | Maggie                           |
| 2006 | Unidentified           | Colleen                          |
| 2009 | Sarah's Choice         | Sarah                            |
| 2010 | Faith of Our Fathers   | Annie                            |